# لوي بواجيبو
لوي بواجيبو (بالفرنسية: Louis Boisgibault)‏ (من مواليد 30 يونيو 1962) هو مدير تعليم عالٍ فرنسي، ومدير شركة، وأستاذ جامعي، وباحث، وكاتب معروف بمنشوراته حول الانتقال الطاقي في منطقة الشرق الأوسط وشمال أفريقيا وأوروبا. يعمل مديرًا للتطوير والتعاونات، وعضو هيئة تدريس في الجامعة الأمريكية الشمالية الخاصة في صفاقس، تونس.